# Brooke Norton-Cuffy
Brooke Dion Nelson Norton-Cuffy (ur. 12 stycznia 2004 w Londynie) – angielski piłkarz występujący na pozycji obrońcy we włoskim klubie Genoa oraz w reprezentacji Anglii do lat 21. Wychowanek Chelsea, w trakcie swojej kariery grał także w takich zespołach, jak Arsenal, Lincoln City, Rotherham United, Coventry City oraz Millwall.